# Harald Norpoth
Harald Norpoth (Alemania, 22 de agosto de 1942) fue un atleta alemán, especializado en la prueba de 5000 m en la que llegó a ser subcampeón olímpico en 1964.

## Carrera deportiva
En los JJ. OO. de Tokio 1964 ganó la medalla de plata en los 5000 metros, con un tiempo de 13:49.6 segundos, llegando a meta tras el estadounidense Bob Schul (oro) y por delante de otro estadounidense Bill Dellinger (bronce con 13:49.8 segundos).